# 乔云萍
乔云萍（1968年9月13日—），山东青岛人，原中国女子乒乓球运动员。
乔云萍于1987年进入中国国家乒乓球队。1993年，她与刘伟合作获第四十二届世界乒乓锦标赛女双冠军。1995年，又获第四十三届世界乒乓锦标赛女团冠军、女双亚军与女单季军。次年在亚特兰大奥运会女双决赛中，她与刘伟组合被邓亚萍、乔红翻盘，最终获女双亚军。
此后乔云萍从国家队退役，前往德国打球与执教。2000年回中国后进入山东省乒乓球队执教，并培养出了世界冠军李晓霞。后又历任山东省体育局乒乓球运动管理中心主任、山东省体育局副局长、山东省体育局党组副书记、山东省体育总会专职常务副主席（正厅级）等职务。2023年1月，任山东省体育局党组书记、局长。